# Ali Maher Pasha
Ali Maher Pasha, född 1882, död 1960, var Egyptens regeringschef 30 januari–9 maj 1936, 18 augusti 1939–28 juni 1940, 27 januari–2 mars 1952 samt 23 juli–7 september 1952.